# Gesetz zur Umsetzung der Aktionärsrechterichtlinie
Das Gesetz zur Umsetzung der Aktionärsrechterichtlinie (ARUG) vom 30. Juli 2009 ist ein reines Änderungsgesetz, mit dem unter anderem das deutsche Aktienrecht an zwei EU-Richtlinien angepasst wird. Ziele des Gesetzes sind:
1. Bekämpfung missbräuchlicher Anfechtungsklagen
2. Verbesserung der Präsenz in der Hauptversammlung und Stärkung der Aktionärsrechte (Deregulierung des Depotstimmrechts, Bevollmächtigung, Briefwahl, Online-Hauptversammlung, Online-Teilnahme an Hauptversammlung, Fristenberechnung, Zugänglichmachen der Tagesordnung und von Dokumenten)
3. Deregulierung bei Sachgründungen, Erleichterungen bei der Prüfung der Werthaltigkeit von Sacheinlagen, verdeckte Sacheinlage

Mit dem ARUG werden umgesetzt:
- die Richtlinie 2006/68/EG des Europäischen Parlaments und des Rates vom 6. September 2006 zur Änderung der Richtlinie 77/91/EWG des Rates in Bezug auf die Gründung von Aktiengesellschaften und die Erhaltung und Änderung ihres Kapitals (ABl. L 264 vom 25. September 2006, S. 32) Kapitalgesellschaftsrichtlinie und
- die Richtlinie 2007/36/EG des Europäischen Parlaments und des Rates vom 11. Juli 2007 über die Ausübung bestimmter Rechte von Aktionären in börsennotierten Gesellschaften (ABl. L 184 vom 14. Juli 2007, S. 17) Aktionärsrechterichtlinie.